# Bangkinang
Bangkinang este un oraș din Indonezia.